# Mikko Rimminen
Mikko Rimminen (* 8. května 1975 Helsinky) je finský spisovatel.

## Tvorba
Je absolventem školy tvůrčího psaní Kriittinen korkeakoulu. Vydal dvě básnické sbírky a recesistickou přírodopisnou encyklopedii. V roce 2004 debutoval jako prozaik románem Pussikaljaromaani (Igelitkové pivo). Stylisticky originální popis tragikomických příhod, které potkají během jednoho dne trojici opilců z helsinské chudinské čtvrti Kallio, byl přeložen do řady jazyků včetně češtiny a získal Cenu Kaleviho Jänttihö (v roce 2011 podle něj natočil režisér Ville Jankeri celovečerní hraný film). V roce 2007 Rimminen vydal knihu Pölkky (Poleno), v roce 2010 Nenäpäivä (Den nosů), za který mu byla udělena Cena Finlandia, a v roce 2013 Hippa.

## Osobní život
Je synem filmaře Sakariho Rimminena. Pracuje jako nakladatelský redaktor a učitel literatury.